# Speedworld Pachfurth
Die Speedworld Pachfurth ist eine vorzugsweise für den Kartsport verwendete permanente Motorsportanlage bei Bruck an der Leitha in Niederösterreich. Die Kartbahn liegt 38 km ostsüdöstlich des Stadtzentrums von Wien und ist aktuell die einzige von der FIA für internationale Läufe homologierte Kartanlage in Österreich.

## Geschichte
Die Bahn wurde 1997 gebaut.

## Streckenbeschreibung
Die Bahn besteht im Prinzip aus einer äußeren und einer inneren Rundstrecke, die über insgesamt 6 Kurzanbindungen in eine Reihe von Streckenvarianten konfiguriert werden können. Für professionelle Kartsport-Wettbewerbe werden jedoch lediglich 3 Varianten – die 1120 m lange Strecke 1, die 1160 m lange Strecke 2 und die 1180 m lange Strecke 3 – genutzt.

## Veranstaltungen
Auf der Rennstrecke werden nationale und internationale Kart Meisterschaften ausgerichtet. So tragen aktuell (Stand 2025) unter anderem die Österreichische 4-Takt Team-Kartmeisterschaft (ÖTSM), das Austrian Outdoor Masters, die Rotax Max Challenges Austria und Hungary und der ROK Cup Austria Meisterschaftsrunden auf der Strecke aus. Außerdem ist die Speedworld exklusiver Austragungsort der Niederösterreichischen Landesmeisterschaft für 2-Takt Karts.

## Sonstiges
Die auf 153 m Seehöhe gelegene Anlage umfasst auch eine separate 580 m lange Mietkartbahn sowie eine Paintball-Anlage und einen kleinen künstlichen See der als Jetski-Übungsanlage genutzt werden kann. Sie ist Teil des Driving-Camp Pachfurth, die auch eine Test- und Schulungsstrecke umfasst.